# Reepham (Lincolnshire)
Reepham – wieś w Anglii, w hrabstwie Lincolnshire, w dystrykcie West Lindsey. Leży 7 km na wschód od Lincoln i 195 km na północ od Londynu.
Miejscowość liczy 1250 mieszkańców.